# Raúl García
Raúl García Escudero (Pamplona, 11 de julho de 1986) é um ex-futebolista espanhol que atuou como centroavante ou meio-campista. Seu último clube foi o Athletic de Bilbao. É o terceiro jogador que mais atuou na La Liga com 609 partidas.

## Carreira Internacional
García jogou pela sub-21 da Espanha de 2006 a 2009, acumulando um total de 20 partidas na categoria e representando a nação no Campeonato Europeu Sub-21 de 2009, sendo eliminado na fase de grupos. Ele também jogou pela seleção sub-19.
Em 29 de agosto de 2014, aos 28 anos, García foi convocado pelo técnico da seleção principal, Vicente del Bosque, em uma lista de 23 jogadores para os jogos contra a França e a Macedônia em setembro. Ele estreou em 4 de setembro, começando e jogando 58 minutos em uma derrota amistosa por 1–0 para a primeira mencionada.
Em 2004 e 2005, García participou de jogos representativos tanto pela Navarra quanto pela Seleção Basca.

## Títulos
Atlético de Madrid
- Liga Europa da UEFA: 2009–10
- Supercopa da UEFA: 2010 e 2012
- Copa do Rei: 2012–13
- La Liga: 2013–14
- Supercopa de Espanha: 2014

Athletic Bilbao
- Supercopa da Espanha: 2020–21
- Copa do Rei: 2023–24